# Hermann Strack

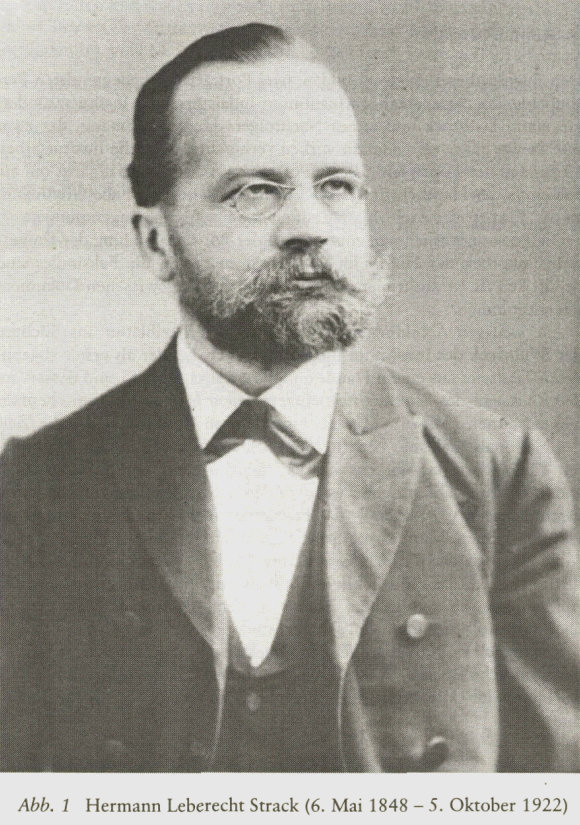
Hermann Strack.

Hermann Leberecht Strack,  född den 6 maj 1848 i Berlin, död där den 5 oktober 1922, var en tysk teolog och orientalist.
Strack vistades 1873–1876 för vetenskapliga forskningar med offentligt understöd i Sankt Petersburg och blev extra ordinarie professor i gamla testamentets exegetik och semitiska språk vid universitetet i Berlin 1877, 1910 ordinarie honorärprofessor. Bland hans arbeten märks: Prolegomena critica in Vetus testamentum hebraicum (1873), Katalog der hebräischen Bibel-Handschriften in St. Petersburg (tillsammans med Harkavy, 1875), Prophetarum posteriorum codex babylonicus petropolitanus (1876), Hebräische Grammatik (1883, 11:e upplagan 1911; översatt till franska, engelska och danska), Einleitung in das Alte Testament (1883, 6:e upplagan 1906; översatt till danska, norska och holländska), Lehrbuch der Neuhebräischen Sprache und Litteratur (tillsammans med Karl Siegfried, 1884), Einleitung in den Talmud (i "Realenzyklopädie für protestantische Theologie und Kirche", 2:a upplagan, band XVIII; även separat 1887, 4:e upplagan 1908), Abriss des biblischen Aramäisch (1896; 5:e upplagan 1911), varjämte han utgav och kommenterade "Pirquê aboth, die Spruche der Väter" (1882; 4:e upplagan 1915); "Joma, der Mischnatraktat Versöhnungstag"' (1888; 3:e upplagan 1912); "Aboda zara, der Mischnatraktat Götzendienst" (1888; 2:a upplagan 1909); "Schabbath, der Mischnatraktat Sabbath" (1890); "Die Spruche Jesus', des Sohnes Sirachs" (1903); "Berakhoth, der Mischnatraktat Lobsagungen" (1915); "Jesus, die Häretiker und die Christen nach den ältesten jüdischen Angaben" (1910) och "Sanhedrin-Makkoth. Die Mischnatraktate über Strafrecht und Gerichtsverfahren. Nach Handschriften und alten Drucken" (samma år). Dessutom var Strack 1885-1901 redaktör för "Porta linguarum orientalium" och utgav (1887 ff.) tillsammans med Otto Zöckler "Kurzgefasster Kommentar zu den heiligen Schriften alten und neuen Testamentes sowie zu den Apokryphen", där han själv bearbetade Genesis (1894, 2:a upplagan 1905), Exodus, Leviticus, Numeri (1894) och Ordspråksboken (2:a upplagan 1899).